# Meroncidius brunneus
Meroncidius brunneus är en insektsart som beskrevs av Max Beier 1960. Meroncidius brunneus ingår i släktet Meroncidius och familjen vårtbitare. Inga underarter finns listade i Catalogue of Life.